# Trosečník (reality show)
Trosečník je reality show televize Prima, založená na formátu reality show Survivor. Moderátorem a průvodcem soutěžících soutěží je herec Marek Vašut. Podstatou této reality show je pobyt jejich účastníků na pustém tropickém ostrově. Lidé plní různé úkoly a sami si zabezpečují všechny základní potřeby nutné k životu. Postupně vyřazují ze skupiny své spoluhráče.

## Princip
Celkem 16 soutěžících je rozděleno na dva týmy zvané kmeny (modrý – severní a červený – jižní). Týmy mezi sebou soutěží v plnění různých úkolů. Vítězný tým má nárok na určité výhody (např. lepší jídlo, vybavení apod.). Tým, který prohraje v soutěži o imunitu, musí vybrat ze svého středu jednoho účastníka, který musí soutěž opustit.
Kdo zůstane jako poslední, získá hlavní finanční výhru 5 miliónů Kč.

## Soutěžící
Komise vybrala z téměř 6800 zájemců 16 soutěžících.
| Soutěžící            | Věk | Povolání                         | Luxusní předmět       | Tým      |
| Lukáš Gašpar         | 22  | Student ekonomie                 | Prak                  | Krabi    |
| Andrea Polášková     | 28  | Exekutor                         | Dentalní nit          | Krabi    |
| Alena Srbová         | 28  | Obchodní manažerka               | Hrací karty           | Krabi    |
| Ingrid Golasová      | 34  | Prodejce rehabilitačních pomůcek | Řasenka               | Krabi    |
| Iveta Moravcová      | 36  | Ředitelka základní školy         | Slivovice             | Krabi    |
| Norbert Pýcha        | 36  | Ředitel eventové agentury        | Whiskey               | Krabi    |
| René Marinov         | 43  | Lékař                            | Potápěčská výzbroj    | Krabi    |
| Otto Zemek           | 64  | Bývalý pilot                     | Nůž                   | Krabi    |
| Barbara Chybová      | 24  | Studentka herectví               | Příručka – Jak přežít | Ještěrky |
| Hana Mašlíková       | 24  | Modelka                          | Lupa                  | Ještěrky |
| Martin Racman        | 30  | Produktový manažer               | Houpací síť           | Ještěrky |
| Hedvika Samuelčíková | 32  | Manažerka                        | Škrtátko              | Ještěrky |
| Martin Svoboda       | 37  | Realitní makléř                  | Potápěčská výbava     | Ještěrky |
| Frank Navrátil       | 44  | Lékař a spisovatel               | Potápěčské brýle      | Ještěrky |
| Vladimíra Orlíková   | 50  | Výrobce bižuterie                | Pytlačka              | Ještěrky |
| Bert Schneider       | 65  | Herec                            | Nůž                   | Ještěrky |

## Epizody
|         |                   |                 | Souboje | Souboje | | Kmeny | Kmeny | |
| Epizoda | Vysíláno          | Název epizody   | Odměna | Imunita | Vyřazen | Původně | Po spojení | Konec |
| ------- | ----------------- | --------------- | --- | --- | --- | --- | --- | --- |
| 1       | 9. září 2006      | Vylodění        | Ještěrky | Ještěrky | Alena Srbová | Krabi | | 1. vyřazení – 3. den |
| 2       | 16. září 2006     | Pes             | Ještěrky | Ještěrky | René Marinov | Krabi | | 2. vyřazení – 5. den |
| 3       | 23. září 2006     | Vzpoura         | Krabi | Ještěrky | Andrea Polášková | Krabi | | 3. vyřazení – 8. den |
| 4       | 30. září 2006     | Rabování        | Ještěrky | Krabi | Barbara Chybová | Ještěrky | | 4. vyřazení – 10. den |
| 5       | 7. říjen 2006     | Stěhování       | Krabi | Ještěrky | Norbert Pýcha | Krabi | | 5. vyřazení – 12. den |
| 6       | 14. říjen 2006    | Pomsta          | Krabi | Ještěrky | Otto Zemek | Krabi | | 6. vyřazení – 14. den |
| 7       | 26. říjen 2006    | Sloučení        | Souboj se nekonal | Hedvika Samuelčíková | Lukáš Gašpar | Krabi | Mogo Mogo | 7. vyřazení – 16. den |
| 8       | 2. listopad 2006  | Zrada           | Iveta Moravcová | Ingrid Golasová | Frank Navrátil | Ještěrky | Mogo Mogo | 8. vyřazení – 18. den |
| 9       | 9. listopad 2006  | Dívčí válka     | Hana Mašlíková | Ingrid Golasová | Martin Svoboda | Ještěrky | Mogo Mogo | 9. vyřazení – 20. den |
| 10      | 16. listopad 2006 | Nečekaný návrat | Martin Svoboda | Ingrid Golasová | Martin Svoboda | Ještěrky | Mogo Mogo | 10. vyřazení – 22. den |
| 11      | 23. listopad 2006 | Hádka           | Ingrid Golasová | Iveta Moravcová | Hedvika Samuelčíková | Ještěrky | Mogo Mogo | 11. vyřazení – 24. den |
| 12      | 30. listopad 2006 | Návštěva        | Souboj se nekonal | Souboj se nekonal | – | – | – | Nikdo nebyl vyřazen |
| 13      | 7. prosinec 2006  | Náhlá smrt      | Souboj se nekonal | Souboj se nekonal | Iveta Moravcová | Krabi | Mogo Mogo | 12. vyřazení – 25. den |
| 13      | 7. prosinec 2006  | Náhlá smrt      | Ingrid Golasová | Souboj se nekonal | Hana Mašlíková | Ještěrky | Mogo Mogo | 13. vyřazení – 25. den |
| 13      | 7. prosinec 2006  | Náhlá smrt      | Martin Racman | Souboj se nekonal | Vladimíra Orlíková | Ještěrky | Mogo Mogo | 14. vyřazení – 26. den |
| 14      | 14. prosinec 2006 | Finále          | Do finále postoupili Ingrid Golasová a Martin Racman. V přímém přenosu z Prahy byla otevřena truhla z poslední kmenové rady. Vítězkou se stala Ingrid. | Do finále postoupili Ingrid Golasová a Martin Racman. V přímém přenosu z Prahy byla otevřena truhla z poslední kmenové rady. Vítězkou se stala Ingrid. | Do finále postoupili Ingrid Golasová a Martin Racman. V přímém přenosu z Prahy byla otevřena truhla z poslední kmenové rady. Vítězkou se stala Ingrid. | Do finále postoupili Ingrid Golasová a Martin Racman. V přímém přenosu z Prahy byla otevřena truhla z poslední kmenové rady. Vítězkou se stala Ingrid. | Do finále postoupili Ingrid Golasová a Martin Racman. V přímém přenosu z Prahy byla otevřena truhla z poslední kmenové rady. Vítězkou se stala Ingrid. | Do finále postoupili Ingrid Golasová a Martin Racman. V přímém přenosu z Prahy byla otevřena truhla z poslední kmenové rady. Vítězkou se stala Ingrid. |

## Pustý tropický ostrov
Soutěž se odehrává na ostrovech Perlového souostroví v tichomořském zálivu Panama asi 80 km jižně od města Ciudad de Panamá. Ve stejném místě točila stejné reality show i americká televizní stanice CBS. Soutěžící jsou vysazení na ostrovech Gibraleon, Plataneras a Mogo Mogo.

## Historie
Reality show Survivor byla poprvé odvysílána v roce 1997 ve Švédsku. Pak byl uveden v mnoha dalších státech, např. Německu, Velké Británii, Maďarsku, Polsku, Rusku, pobaltských státech, USA a dalších. Doposud byl Survivor prodán do 48 zemí a bylo odvysíláno celkem 106 sérií. Z toho nejznámější budou asi americké série, které se vysílaly i na českých televizních stanicích Nova, AXN a Prima Cool.